# Derek Watt
Derek John Watt (Waukesha, 7 novembre 1992) è un ex giocatore di football americano statunitense che ha militato nel ruolo di fullback nella National Football League (NFL).

## Carriera

### San Diego/Los Angeles Chargers
Dopo avere giocato al college a football coi Wisconsin Badgers dal 2011 al 2015 (giocò complessivamente 47 partite, ricevendo 30 passaggi per 309 yard e un touchdown), Watt fu scelto nel corso del sesto giro (198º assoluto) del Draft NFL 2016 dai San Diego Chargers. La rivista Pro Football Focus lo aveva inserito al secondo posto nella classifica dei migliori fullback selezionabili in quel draft. Debuttò come professionista subentrando nella gara del primo turno contro i Kansas City Chiefs e concluse la sua stagione da rookie disputando tutte le 16 partite, 2 delle quali come titolare, ricevendo 4 passaggi per 83 yard. Nella stagione 2019 segnò il primo touchdown su corsa in carriera.

### Pittsburgh Steelers
Il 26 marzo 2020 Watt firmò con i Pittsburgh Steelers dove trovò il fratello T.J. Passò l'annata svolgendo un ruolo in maggior parte negli special team, chiudendo la stagione con 12 presenze, nessuna da titolare, e nessuna yard guadagnata in attacco.
Nella stagione 2021 Watt scese in campo in tutte le 17 partite della stagione regolare, quattro come titolare.
Anche nella successiva stagione 2022 giocò tutte le 17 partite stagionali, tre da titolare.

### Ritiro
Concluso il suo contratto con gli Steelers alla fine della stagione 2022 e dopo non aver trovato una squadra per la stagione 2023, il 12 marzo 2024 Watt annunciò il suo ritiro dal football professionistico.

## Famiglia
Watt è fratello di J.J. Watt degli Arizona Cardinals e di T.J. Watt, anch'egli agli Steelers.

## Filmografia
- Horror Movie (Stan Helsing), regia di Bo Zenga (2009)